# Zerstörergeschwader
Zerstörergeschwader é um termo alemão para designar uma asa composta por caças pesados. Sendo que Zerstörer significa "caça pesado" e geschwader significa "asa", o termo pode ser traduzido literalmente para "asa de caças pesados". 
As aeronaves mais usadas neste tipo de asa eram caças pesados bimotor, como por exemplo o Messerschmitt Bf 110.